# Hill Peaks
Die Hill Peaks sind eine kleine Gruppe von Berggipfeln auf Radford Island im westantarktischen Marshall-Archipel. Sie ragen 3 km südwestlich des Mount Dane im westlichen Teil der im Sulzberger-Schelfeis liegenden Insel auf.
Die erste Sichtung geht vermutlich auf Teilnehmer der US-amerikanischen Byrd Antarctic Expedition (1928–1930) bei einem Überflug am 5. Dezember 1929 zurück. Das Advisory Committee on Antarctic Names benannte sie 1966 nach Joseph Francis Hill (1913–1999), Mechaniker und Fahrer bei der Byrds zweiter Antarktisexpedition (1933–1935).